# مجموعه معابد فیله
مجموعه معابد فیله (انگلیسی: Philae temple complex)، شامل مجموعه معابدی در دریاچهٔ پشت سد اسوان لو، پایین‌رود سد اسوان و دریاچه ناصر در کشور مصر است. اصل این مجموعه معابد در جزیره فیله در نزدیکی نخستین آبشار رود نیل در مصر علیا قرار گرفته بود و با عنوان «مروارید نیل» شناخته می‌شد. پس از ساخت دریاچه اسوان و شکل‌گیری دریاچه ناصر و بالا آمدن آب، این محوطه طی تلاش بین‌المللی برای حفظ یادمان‌های نوبه جابه‌جا شد تا خطر آسیب بیشتر به این یادمان جلوگیری شود.